# Cassionympha hyperbioides
Cassionympha hyperbioides är en fjärilsart som beskrevs av Hans Daniel Johan Wallengren 1857. Cassionympha hyperbioides ingår i släktet Cassionympha och familjen praktfjärilar. Inga underarter finns listade i Catalogue of Life.